# Miss Venezuela 2012
Miss Venezuela 2012 fue la quincuagésima novena (59°) edición del certamen Miss Venezuela. Se llevó a cabo el 30 de agosto de 2012 en el Salón Naiguatá del Hotel Intercontinental Tamanaco, ubicado en la ciudad de Caracas. 24 candidatas de diversos estados y regiones del país compitieron por el título. Al final del evento Irene Esser, Miss Venezuela 2011, de Sucre, coronó a Gabriela Isler, de Guárico como su sucesora. De igual forma, se asignaron títulos a Elián Herrera de Aragua, como Miss Internacional Venezuela por parte de Blanca Aljibes, y Alyz Henrich, de Falcón, como Miss Tierra Venezuela por parte de Osmariel Villalobos.
El certamen estuvo conducido por el animador Leonardo Villalobos y la actriz Viviana Gibelli, además de la participación especial de Ismael Cala y Eglantina Zingg. El jurado estuvo presidido por el escritor y animador Boris Izaguirre.
Fue transmitido en vivo y directo para toda Venezuela por Venevisión y Venevisión Plus, y al exterior por Venevisión International, Ve Plus TV y Univisión; también fue transmitido en alta definición para todos los suscriptores de DirecTV. Estuvo producido por trigésimo tercer año consecutivo por el vicepresidente de variedades de Venevisión, Joaquín Riviera. La presentación oficial a la prensa de las 24 candidatas del certamen fue el 14 de julio de 2012, durante un programa especial conducido por Carolina Indriago.

## Resultados
| Resultado                    | Candidata |
| ---------------------------- | --- |
| Miss Venezuela 2012          | - Guárico - Gabriela Isler |
| Miss Venezuela Internacional | - Aragua - Elián Herrera |
| Miss Venezuela Tierra        | - Falcón - Alyz Henrich |
| 1.ª finalista                | - Táchira - Ivanna Vale |
| 2.ª finalista                | - Yaracuy - María Julia Álvarez |
| Semifinalistas (Top 10)      | - Amazonas - Hylenne Báez - Bolívar - Keilys Rivero - Cojedes - Milunay Hull - Miranda - Oriana Lucchese - Península Guajira - Rocireé Silva Δ |

- Δ Votada por el público vía internet para completar el cuadro de 10 semifinalistas.

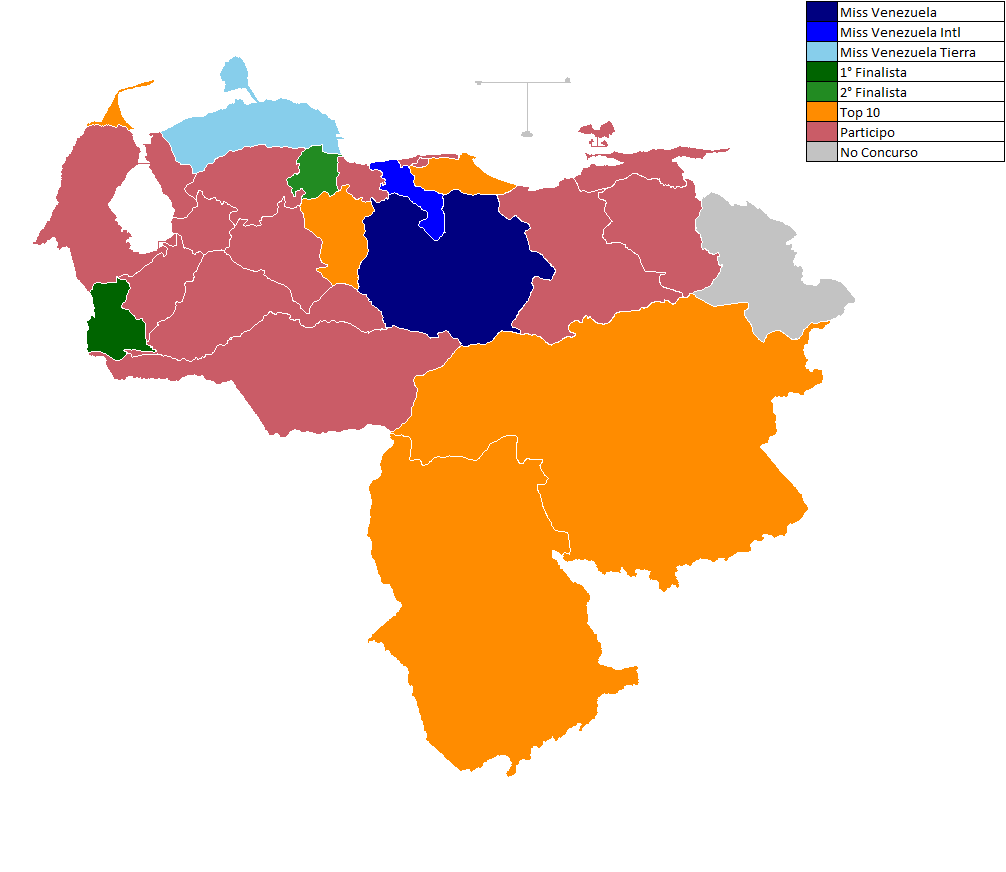
Miss Venezuela 2012

## Áreas de competencia

### Final
La noche final fue transmitida en vivo para toda Venezuela por Venevisión. Al exterior por Ve Plus TV y para Estados Unidos y Puerto Rico vía Univisión Alta definición; además se transmitió vía internet para todos los países y territorios desde el Hotel Internacional Tamanaco, en Caracas, Venezuela, el 30 de agosto de 2012. Estuvo conducida por Leonardo Villalobos, Mariángel Ruiz, Ismael Cala y  Eglantina Zingg.
El grupo de 10 semifinalistas se dio a conocer durante la competencia final.
Todas las 24 candidatas fueron evaluadas por un Jurado final:
- Las 24 candidatas desfilaron en una nueva ronda en traje de baño (elegidos al gusto de cada concursante).
- Posteriormente, las mismas desfilaron en traje de noche (elegidos al gusto de cada concursante).
- Basado en el desenvolvimiento en las áreas mencionadas, el jurado eligió las diez semifinalistas de la noche.
- Las diez (semifinalistas) se sometieron a una pregunta por parte del jurado; basado en las respuestas de las finalistas, cinco de ellas salieron de competencia.
- Las cinco restantes (finalistas) avanzaron a la siguiente plaza; y basado en sus calificaciones en la ronda de preguntas, el jurado determinó las posiciones finales y a la ganadora, Miss Venezuela 2012.

### Calificaciones del público
Por primera vez en la historia del certamen, el público pudo calificar en la escala del 1 al 5 a su candidata predilecta mediante un sistema llamado "El público escoge"; además de elegir a una de las semifinalistas. A pesar de que las puntuaciones fueron mostradas, las mismas no tuvieron efecto sobre la calificación del jurado, la cual nunca es mostrada.
| \| Candidata \| Traje de Baño \| Traje de Noche \| Total \| \| ----------------- \| ------------- \| -------------- \| ----- \| \| Guárico \| 3.3 \| 3.4 \| 6.7 \| \| Aragua \| 3.4 \| 3.2 \| 6.6 \| \| Falcón \| 4.0 \| 3.8 \| 7.8 \| \| Táchira \| 3.9 \| 3.8 \| 7.7 \| \| Yaracuy \| 2.8 \| 2.8 \| 5.6 \| \| Amazonas \| 2.5 \| 2.9 \| 5.4 \| \| Bolivar \| 3.1 \| 3.1 \| 6.2 \| \| Cojedes \| 2.7 \| 2.7 \| 5.4 \| \| Miranda \| 3.8 \| 3.7 \| 7.5 \| \| Península Guajira \| 3.6 \| 3.9 \| 7.5 \| \| Anzoátegui \| 2.6 \| 2.6 \| 5.2 \| \| Apure \| 2.5 \| 2.8 \| 5.3 \| \| Barinas \| 2.4 \| 2.6 \| 5.0 \| \| Carabobo \| 2.9 \| 3.1 \| 6.0 \| \| Distrito Capital \| 2.6 \| 2.6 \| 5.2 \| \| Lara \| 3.2 \| 2.8 \| 6.0 \| \| Mérida \| 3.4 \| 3.6 \| 7.0 \| \| Monagas \| 2.7 \| 2.7 \| 5.4 \| \| Nueva Esparta \| 3.2 \| 3.0 \| 6.2 \| \| Portuguesa \| 2.9 \| 3.4 \| 6.3 \| \| Sucre \| 3.3 \| 3.2 \| 6.5 \| \| Trujillo \| 3.1 \| 2.3 \| 5.4 \| \| Vargas \| 2.8 \| 2.9 \| 5.7 \| \| Zulia \| 3.3 \| 4.0 \| 7.3 \| | Miss Venezuela Universo Miss Venezuela Internacional Miss Venezuela Tierra Primera Finalista Segunda Finalista Top 10 Semifinalistas 24 concursantes (#) Rango en cada ronda de la competencia |                |       |
| Candidata | Traje de Baño | Traje de Noche | Total |
| Guárico | 3.3 | 3.4            | 6.7   |
| Aragua | 3.4 | 3.2            | 6.6   |
| Falcón | 4.0 | 3.8            | 7.8   |
| Táchira | 3.9 | 3.8            | 7.7   |
| Yaracuy | 2.8 | 2.8            | 5.6   |
| Amazonas | 2.5 | 2.9            | 5.4   |
| Bolivar | 3.1 | 3.1            | 6.2   |
| Cojedes | 2.7 | 2.7            | 5.4   |
| Miranda | 3.8 | 3.7            | 7.5   |
| Península Guajira | 3.6 | 3.9            | 7.5   |
| Anzoátegui | 2.6 | 2.6            | 5.2   |
| Apure | 2.5 | 2.8            | 5.3   |
| Barinas | 2.4 | 2.6            | 5.0   |
| Carabobo | 2.9 | 3.1            | 6.0   |
| Distrito Capital | 2.6 | 2.6            | 5.2   |
| Lara | 3.2 | 2.8            | 6.0   |
| Mérida | 3.4 | 3.6            | 7.0   |
| Monagas | 2.7 | 2.7            | 5.4   |
| Nueva Esparta | 3.2 | 3.0            | 6.2   |
| Portuguesa | 2.9 | 3.4            | 6.3   |
| Sucre | 3.3 | 3.2            | 6.5   |
| Trujillo | 3.1 | 2.3            | 5.4   |
| Vargas | 2.8 | 2.9            | 5.7   |
| Zulia | 3.3 | 4.0            | 7.3   |

### Jurado final
Estos son miembros del jurado que evaluaron a las semi y finalistas que eligieron a Miss Venezuela 2012:
- Boris Izaguirre, presentador hispano-venezolano.
- Vanessa Goncalves, modelo, Miss Venezuela 2010.
- Titina Penzini, diseñadora de joyas.
- Marianella Salazar, comunicadora social y editora de la revista Look Caras Venezuela.
- Roland Carreño,  comunicador social y editor jefe de la revista HOLA! Venezuela.
- Marco Michetti, ganador del concurso Quiero ser jurado del Miss Venezuela.
- Yriana Meneses, ganadora del concurso Quiero ser jurado del Miss Venezuela.
- José Luis García, ganador del concurso Quiero ser jurado del Miss Venezuela.
- Toto Agueverrevere, comediante.
- Daniel Uzcátegui, comunicador social.
- José Luis Pérez, gerente del Hotel Internacional Tamanaco.
- Mario Bousch, director para la Latinoamérica de ICHOTELS Group Intercontinental Latinoamérica.
- Lourdes Blanco, representante de Riviera Swim Venezuela.

### Gala Interactiva
Este fue un evento preliminar que se realizó el 11 de agosto de 2012 en el Estudio 01 de Venevisión, estuvo presentado por Mariela Celis y Erika de la Vega. En esta gala se dieron a conocer las ganadoras de las primeras premiaciones previas a la noche final.

## Premiaciones

### Gala Interactiva
| Premio                | Candidata Ganadora                          |                       |
| --------------------- | ------------------------------------------- | --------------------- |
| Miss Belleza Integral | Falcón - Alyz Henrich                       | Falcón - Alyz Henrich |
| Miss Cabello Radiante | Península Guajira - Rocireé Silva Fernández |                       |
| Miss Interactiva      | Portuguesa - Nerys Díaz                     |                       |
| Miss Naturalidad      | Mérida - Claudia Baratta Sarcinelli         |                       |
| Miss Personalidad     | Zulia - Noedy Olivares                      |                       |
| La piel más linda     | Distrito Capital - Daniela Chalbaud         |                       |
| La Mejor Presencia    | Barinas - María Teresa Solano               |                       |
| El rostro más bello   | Miranda - Oriana Lucchese Báez              |                       |
| La sonrisa más bella  | Lara - Vicmary Rivero Rodríguez             |                       |

### Premiaciones Especiales (Final)
| Premio                   | Candidata |
| Miss Fotogénica          | - Mérida – Claudia Baratta |
| Miss Elegancia           | - Guárico - Gabriela Isler |
| Miss Amistad             | - Mérida – Claudia Baratta |
| Mejores Vestidos de Gala | - – María Luisa Lera (Diseñado por Alejandro Fajardo) - - María Julia Álvarez (Diseñado por Gionni Stracchia) - - Rociree Silva (Diseñado por Hugo Espina) |

## Candidatas
24 candidatas compitieron en el certamen:

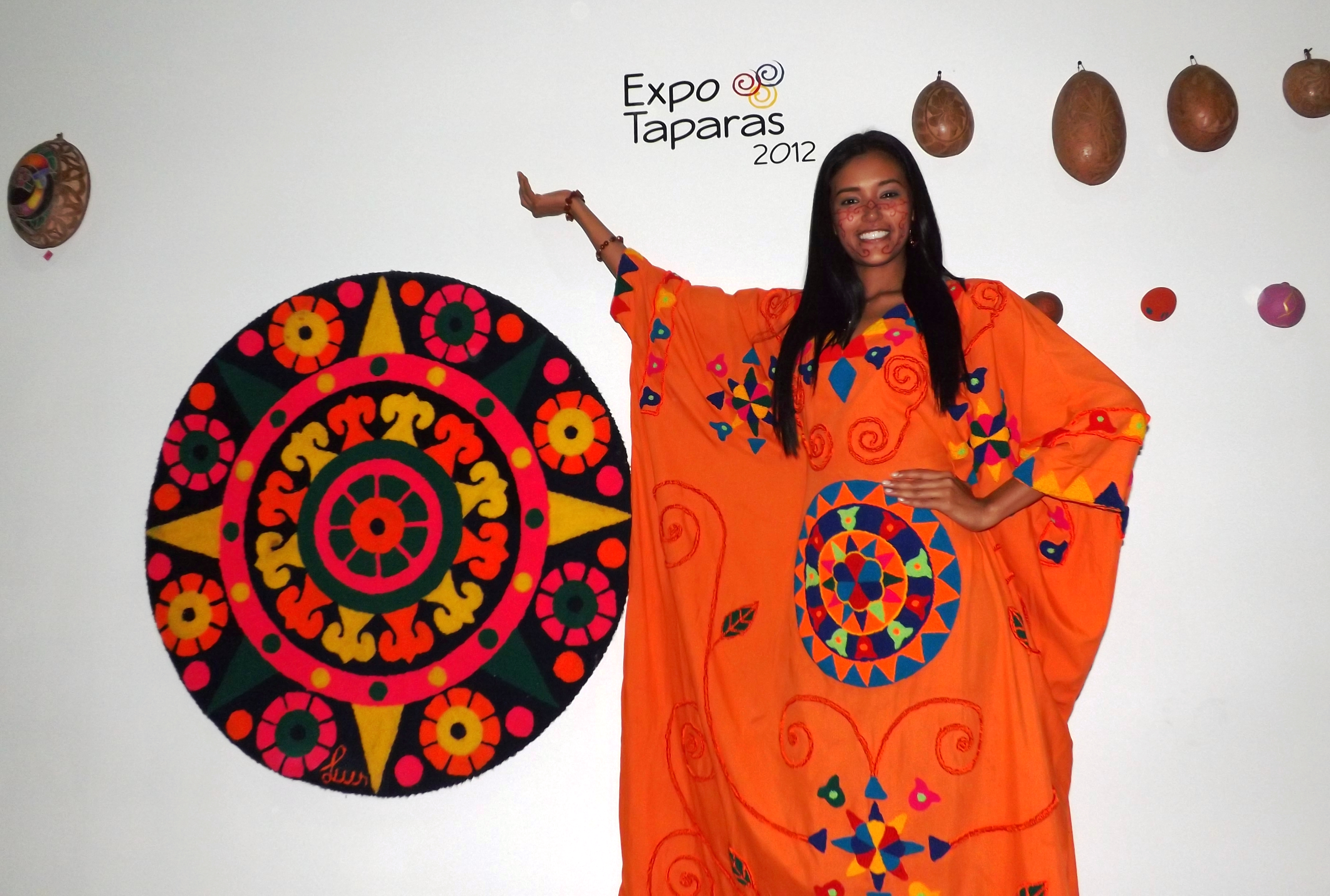
Rocireé Silva, Miss Península Guajira, quien logró entrar a las semifinalistas por el voto del público.

(En la tabla se utiliza su nombre completo, los sobrenombres van entrecomillados y los apellidos utilizados como nombre artístico, entre paréntesis; fuera de ella se utilizan sus nombres «artísticos» o simplificados)
| Estado            | Candidata                                  | Edad | Estatura (m) | Ciudad Natal   |
| ----------------- | ------------------------------------------ | ---- | ------------ | -------------- |
| Amazonas          | Hylene Lyanne Báez Flores                  | 20   | 1.74         | Tumeremo       |
| Anzoátegui        | Yoelis Adriana Escalante Salas             | 18   | 1.76         | San Cristóbal  |
| Apure             | Mariana Carolina Romero Pérez              | 21   | 1.74         | Caracas        |
| Aragua            | Nicelín Elián Herrera Vásquez              | 21   | 1.85         | Maracay        |
| Barinas           | María Teresa Solano Lobo                   | 21   | 1.72         | Caracas        |
| Bolívar           | Keilys Del Carmen Rivero Rosillo           | 22   | 1.78         | Ciudad Guayana |
| Carabobo          | María Luisa Zerpa Lera                     | 22   | 1.82         | Valencia       |
| Cojedes           | Millunay Freitez Hull                      | 20   | 1.81         | Cabimas        |
| Distrito Capital  | Daniela Xanadu Chalbaud Maldonado          | 21   | 1.76         | Caracas        |
| Falcón            | Alyz Sabimar Henrich Ocando                | 21   | 1.76         | Punto Fijo     |
| Guárico           | María Gabriela de Jesús Ísler Morales      | 24   | 1.79         | Valencia       |
| Lara              | Vicmary Alejandra Rivero Rodríguez         | 19   | 1.78         | Barquisimeto   |
| Mérida            | Claudia Baratta Sarcinelli                 | 22   | 1.72         | San Cristóbal  |
| Miranda           | Oriana Lucchese Báez                       | 19   | 1.83         | Valencia       |
| Monagas           | Ángela Karli Osmayra Ducallín Spadavecchia | 23   | 1.75         | Maracay        |
| Nueva Esparta     | Fabiola Del Valle Castilho Marcano         | 22   | 1.73         | Ciudad Guayana |
| Península Guajira | Rocireé Del Carmen Silva Fernández         | 25   | 1.78         | Sinamaica      |
| Portuguesa        | Nerys Margarita Díaz Ramírez               | 25   | 1.76         | Maracaibo      |
| Sucre             | Ingrid Karina Smith Quijada                | 25   | 1.76         | Caracas        |
| Táchira           | Ivanna Marian Vale Colman                  | 20   | 1.74         | Mérida         |
| Trujillo          | Desirée Coromoto Zambrano Sosa             | 18   | 1.77         | San Cristóbal  |
| Vargas            | Fanny Orián Moreno León                    | 25   | 1.75         | Naiguatá       |
| Yaracuy           | María Julia Álvarez Lera                   | 24   | 1.72         | Valencia       |
| Zulia             | Noedy Carolina Olivares Gómez              | 19   | 1.78         | Cabimas        |

## Datos acerca de las delegadas
- Algunas de las delegadas del Miss Venezuela 2012 han participado, o participarán, en otros certámenes de importancia nacionales e internacionales:
  - Daniela Chalbaud (Distrito Capital) ganó el Miss Intercontinental 2012 en Alemania.
  - Rociree Silva (Península Guajira) participó sin éxito en el Reinado Panamericano de la Caña de Azúcar 2012 en Colombia.
  - Nerys Díaz (Portuguesa) fue virreina del Reinado Mundial del Banano 2012 en Ecuador.
  - Elian Herrera (Aragua) participó sin éxito en Miss Internacional 2013 en Japón.
  - Alyz Henrich (Falcón) ganó el Miss Tierra 2013 en Filipinas.
  - Gabriela Isler (Guárico) ganó el Miss Universo 2013 en Rusia.
  - Ivanna Vale (Táchira) ganó el Reinado Internacional del Café 2013 en Colombia.
  - María Teresa Solano (Barinas) fue Virreina en el Reinado Internacional del Trópico 2012, en Ecuador.
  - Desiree Zambrano (Trujillo) ganó el Reinado Binacional de la Uva 2013 en Colombia.
  - Mariana Romero (Apure) participó en Miss Latinoamérica 2014 en Panamá representando a Los Roques. Se posicionó como virreina.
  - Vicmary Rivero (Lara) fue semifinalista de Miss América Latina 2014 en República Dominicana.
  - Milunay Hull (Cojedes) fue 1° Finalista en el Reinado Internacional de la Panela 2014 en Colombia, además ganó el Miss World Next Top Model 2015 en el Líbano.

- Algunas de las delegadas nacieron o viven en otro estado, región o país al que representarán, o bien, tienen un origen étnico distinto:
  - Gabriela Isler (Guárico) es de ascendencia y nacionalidad suiza.
  - Claudia Baratta (Mérida), Oriana Lucchese (Miranda) y Ángela Ducallín (Monagas) son de ascendencia italiana.
  - Rocireé Silva (Península Guajira) es de origen wayúu.
  - María Luisa Lera (Carabobo) es de ascendencia española
- Otros datos significativos de algunas delegadas:
  - 9 de las 24 candidatas son originarias de los estados o regiones que representaron: Elián Herrera (Aragua), Keylis Rivero (Bolívar), María Luisa Lera (Carabobo), Daniela Chalbaud (Distrito Capital), Alyz Henrich (Falcón), Vicmary Rivero (Lara), Rocireé Silva (Península Goajira), Fanny Moreno (Vargas) y Noedy Olivares (Zulia).